# Camarhynchus
Camarhynchus es un género de aves paseriformes de la familia Thraupidae que agrupa a cinco especie endémicas de las islas Galápagos en Ecuador, y junto con géneros afines son conocidos colectivamente como pinzones de Darwin. Anteriormente era clasificado en la familia Emberizidae.

## Etimología
El nombre genérico masculino Camarhynchus se compone de las palabras del griego «kamara»: arco, cúpula, y «rhunkhos»: ‘pico’.

## Características
Los pinzones de Darwin de este género miden entre 11 y 15 cm de longitud, de color oliva grisáceo oscuro por arriba y beige amarillento a blancuzco por abajo, con estriado de color gris oscuro, algunos machos con una capucha de color gris pizarra muy oscuro hasta el pecho y las hembras sin la capucha y con colores más claros y apagados. Los picos son robustos pero variables, van desde corto y grueso en C. psittacula a más largo en C. pallidus.

## Taxonomía
Tradicionalmente colocado en la familia Emberizidae, este género fue transferido para Thraupidae con base en diversos estudios genéticos, citando Sato et al. (2001) y Burns et al. (2002). La Propuesta N° 512 al South American Classification Committee (SACC) de noviembre de 2011, aprobó la transferencia de diversos géneros (entre los cuales Camarhynchus) de Emberizidae para Thraupidae.
Diversos estudios genéticos, entre los cuales Burns et al. (2002, 2003)  suministraron un fuerte soporte para un grupo monofilético formado por Coereba, Tiaris, los pinzones de Darwin (Certhidea, Platyspiza, Camarhynchus y Geospiza, e incluyendo Pinaroloxias), así como también los géneros caribeños Euneornis, Loxigilla, Loxipasser, Melanospiza y Melopyrrha. Los estudios de Barker et al. (2013) y Burns et al. (2014) confirmaron fuertemente la monofilia de este clado y propusieron el nombre de una subfamilia Coerebinae, para designarlo.
Un estudio filogenético de los pinzones de Darwin de Lamichhaney et al. (2015) que analizó 120 individuos representando todas las especies y dos parientes próximos reveló discrepancias con la taxonomía actual basada en fenotipos. Una de las conclusiones es que las especies del presente género están embutidas dentro del género Geospiza. Una solución sería sinonimizar el presente género con Geospiza, solución ya adoptada por Aves del Mundo (HBW) y Birdlife International (BLI); en estas clasificaciones las cinco especies aquí listadas pasan a denominarse Geospiza pallida, G. psittacula, G. pauper, G. parvula y G. heliobates. El estudio también confirmó que el pinzón vegetariano (Platyspiza crassirostris) a menudo incluido en el presente género, es parafilético en relación con Geospiza.

## Especies
Según las clasificaciones del Congreso Ornitológico Internacional (IOC) y Clements Checklist v.2019, el género agrupa a las siguientes especies con el respectivo nombre popular de acuerdo con la Sociedad Española de Ornitología (SEO):
| Imagen | Nombre científico       | Autor                          | Nombre común                | Estado de conservación |
| ------ | ----------------------- | ------------------------------ | --------------------------- | ---------------------- |
|        | Camarhynchus pallidus   | (P. L. Sclater & Salvin, 1870) | pinzón de Darwin carpintero | VU                     |
|        | Camarhynchus psittacula | Gould, 1837                    | pinzón de Darwin lorito     | VU                     |
|        | Camarhynchus pauper     | Ridgway, 1890                  | pinzón de Darwin modesto    | CR                     |
|        | Camarhynchus parvulus   | (Gould, 1837)                  | pinzón de Darwin chico      | LC                     |
|        | Camarhynchus heliobates | (Snodgrass & Heller, 1901)     | pinzón de Darwin manglero   | CR                     |